# دارين مورغان (لاعب سنوكر)
دارين مورغان (بالإنجليزية: Darren Morgan)‏ هو لاعب سنوكر بريطاني، ولد في 3 مايو 1966 في نيوبورت في المملكة المتحدة.

## روابط خارجية
- دارين مورغان على موقع CueTracker.net (الإنجليزية)